# Chaumont-en-Vexin
Chaumont-en-Vexin là một xã thuộc tỉnh Oise trong vùng Hauts-de-France tây bắc nước Pháp. Xã này nằm ở khu vực có độ cao trung bình 69 mét trên mực nước biển.
- Vexin